# Ladislav Jandásek
Ladislav Jandásek (19. November 1887 in Moravany u Kyjova, Österreich-Ungarn – 5. September 1942 in KZ Auschwitz) war ein tschechoslowakischer Lehrer. Er schloss sich der Widerstandsgruppe Obrana národa an, wurde deswegen 1940 verhaftet und kam im KZ Auschwitz ums Leben.

## Leben
Ladislav Jandásek studierte an der Karlsuniversität Prag Tschechisch und Französisch, 1910 schloss er sein Studium ab. Er wurde danach Lehrer in Kostelec u Kyjova, ab 1912 unterrichtete er in Hodonín. Seine Lehrtätigkeit wurde durch den Ersten Weltkrieg unterbrochen. 1914 wurde er Kanonier in Krakau, 1915 kam er an die Balkanfront, danach wurde er nach Italien versetzt.
1920 wurde er Lehrer im III. Staatlichen Gymnasium von Brünn (später wurde dieses Gymnasium zum II. Staatlichen Gymnasium). Hier wurde er im Juli 1938 zum Schulinspektor ernannt. Am 9. September 1940 wurde er auf Grund seiner Beteiligung an der Widerstandsgruppe Obrana národa (Verteidigung der Nation) verhaftet und verlor auch seine Stellung als Schulinspektor. Am 30. September 1940 wurde er wieder entlassen, jedoch erneut genau ein Jahr später, am 30. September 1941, verhaftet. Er kam in das Gestapo-Gefängnis Pod Kaštany. Am 11. Juni 1942 wurde er ins KZ Auschwitz deportiert. Dort wurde ihm die Nummer 39296 eintätowiert und er kam in den Block 19A. Ladislav Jandáseks Tod wurde für den 5. September 1942 um 6:55 Uhr gemeldet.
Am 27. Juni 1921 heiratete Ladislav Jandásek. Mit seiner Frau Božena, geborene Kubíková, hatte er zwei Kinder – Jarmila (geboren 1922) und Miroslav (geboren 1923).

## Aktivitäten für Sokol Brno I
Jandásek war Mitglied des Sokols Brno I und hier sehr aktiv. Er betätigte sich als Herausgeber der Schriften des Sokol-Mitbegründers Miroslav Tyrš und schrieb selber über die Geschichte des Sokols.

## Veröffentlichungen (Auswahl)
- The Sokol movement in Czechoslovakia. In: The Slavonic and East European Review. Bd. 11, Nr. 31, 1932, S. 65–80, JSTOR:4202739.
- Život dr. Miroslava Tyrše. Moravský Legionář, Brünn 1932, (Das Leben des Dr. Miroslav Tyrš).
- mit Jan Pelikán: Stručné dějiny sokolstva. 1862–1912. Československé obce sokolské, Prag 1946, (Eine kurze Geschichte des Sokol 1862–1912).

### Herausgeber (Auswahl)
- Miroslav Tyrš: Mohamed a nauka jeho. Moravský Legionář, Brünn 1925, (Mohammed und seine Lehre).
- Miroslav Tyrš: Výbor z jeho úvah, řečí a spisů (= Knihovna středoškolské četby. 1). Dědictví Havlíčkovo, Brünn 1932, (Auswahl seiner Schriften und Gedanken).

## Ehrungen
- Am 3. Dezember 2013 posthume Verleihung der Verdienstmedaille von Sokol Brno I

## Gedenkstätten

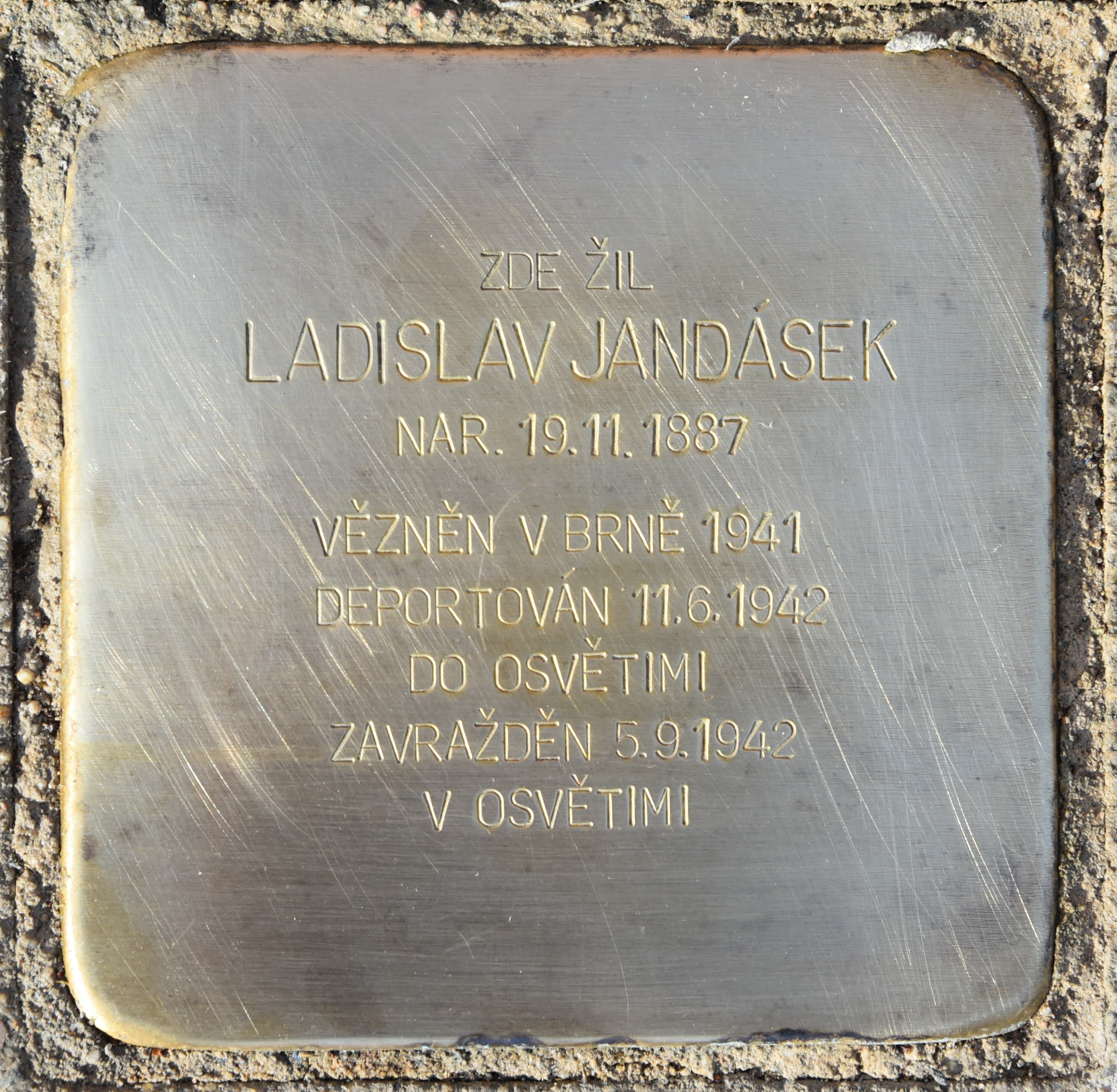
Gedenkstein für Ladislav Jandásek

Für Jandásek wurden folgende Gedenkstätten errichtet:
- Am 16. Juni 1946 wurde im Gymnasium in der Vranovská 65/01 in Brünn eine Gedenktafel für die Lehrer und Schüler der Schule, die Opfer der Besatzung wurden, enthüllt
- Am 25. Juni 1946 wurde in Brünn die Straße Mokrohorská in Jandáskova umbenannt
- Am 25. Oktober 1947 Enthüllung einer Gedenktafel für die Opfer der Besatzung Mährischer Platz 6/1 in Brünn. Damals war es ein Gebäude des Landesschulrates, heute befindet sich in diesem Gebäude das Oberste Verwaltungsgericht.
- Am 10. September 2015 erfolgte in Brünn die Verlegung eines Gedenksteins in der Soukopova 4/529[2]:

| ZDE ŽIL LADISLAV JANDÁSEK NAR. 19.11.1887 VĚZNĚN V BRNĚ 1941 DEPORTOVÁN 11.6.1942 DO OSVIĔTIMI ZAVRAŽDĚN 5.9.1942 V OSVIĔTIMI | HIER LEBTE LADISLAV JANDÁSEK GEB. 19.11.1887 HAFT IN BRÜNN 1941 DEPORTIERT AM 11.6.1942 NACH AUSCHWITZ ERMORDET AM 5.9.1942 IN AUSCHWITZ |